# Farfarikulac
Farfarikulac je nenaseljen otoček v zalivu Telašćica na Dugem otoku. Pripada Hrvaški.
Njegova površina je približno 4.500 m² ali 0,0045 km². Je jajčne oblike in gozdnat (večinoma borov), ima skalnato obalo, v njegovem severovzhodnem delu pa je manjši stanovanjski objekt, ki je v zasebni lasti.
Otok je ime dobil po farfarikuli ali kosteli, listavcu iz družine brestov, katerega primerki so nekoč pretežno rasli na njem. Danes na otoku raste večinoma borcev.
Farfarikulac je eden od več otočkov in pečin, ki se nahajajo v Telašćici, med katerimi so, opazovani od vhoda v zaliv, Korotan, Galijola, Gozdenjak, Farfarikulac, Gornji Školj in Donji Školj, od katerih sta slednja dva največja.